# Торичник красный
То́ричник кра́сный (лат. Spergulária rúbra) — однолетнее травянистое растение, вид рода Торичник (Spergularia) семейства Гвоздичные (Caryophyllaceae).
Обычное сорное растение по всей Евразии, первоначально распространённое в песчаных борах.

## Описание

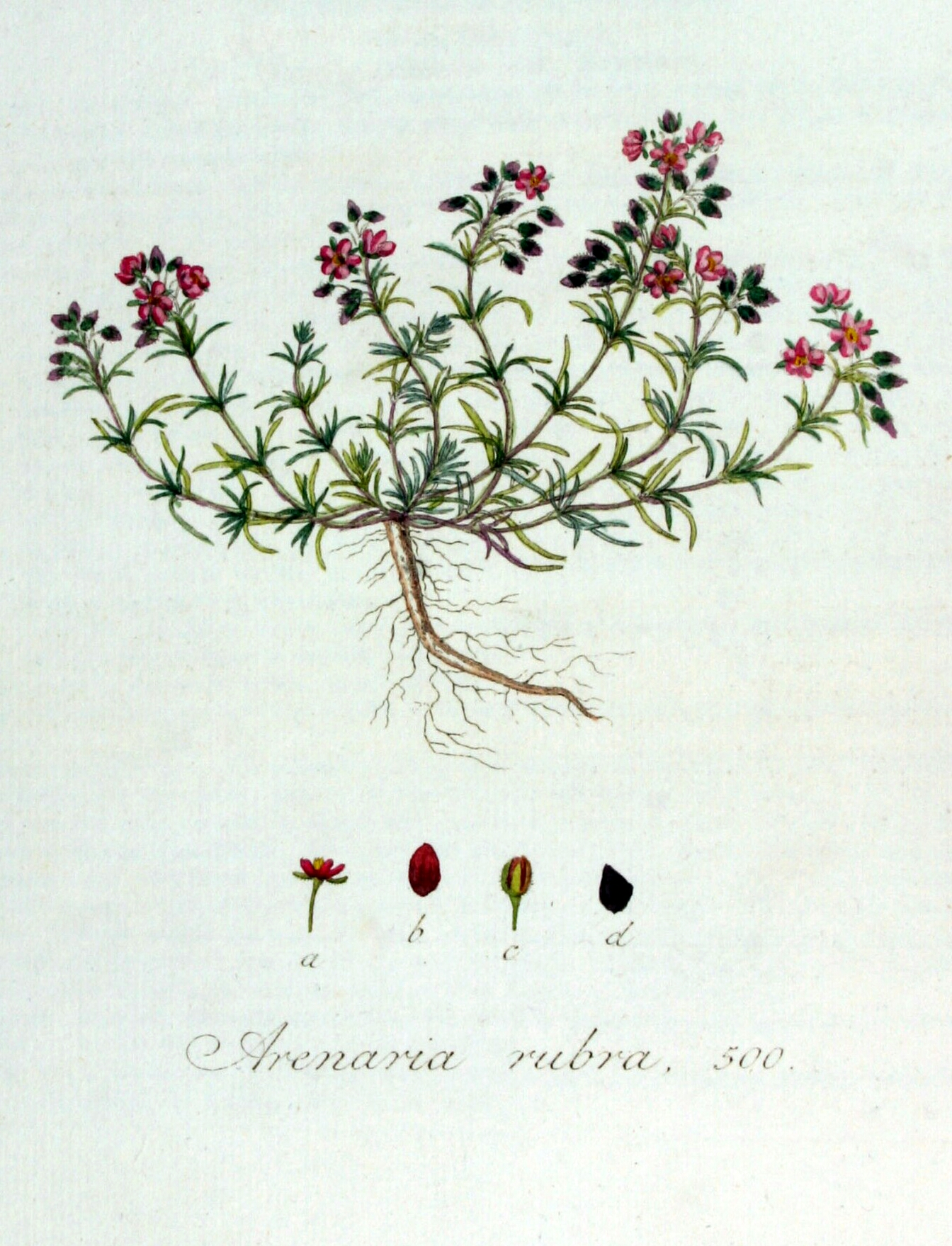

Однолетнее, реже двулетнее травянистое растение. Стебель разветвлённый от основания, 7—20 см высотой, распростёртый, в верхней части опушён железистыми волосками.
Листья узколинейные, до 1 мм шириной и 5—15 мм длиной, наиболее широкие у середины, плоские, равны по длине междоузлиям или несколько уступают им, в пазухах нередко с мутовкой более мелких листьев. Прилистники крупные, плёнчатые, блестящие, треугольные, сросшиеся в основании.
Цветки собраны в рыхлые кисти, на тонких цветоножках, в полтора — два раза превосходящих чашечку цветка по длине. Чашечка покрыта железистыми волосками, чашелистики 3—4,5 мм длиной, ланцетные, с прозрачным плёнчатым краем. Лепестки овальные, короче чашелистиков или равны им, розовые.
Плоды — коробочки, равные по длине чашечки или уступающие ей. Семена коричневые, с бугорчатой поверхностью, 0,4—0,6 мм длиной.

## Распространение
Широко распространённое в Евразии растение. Встречается преимущественно как сорное на полях, в садах, по обочинам дорог, также в сосновых и сосново-берёзовых лесах на песках.
Завезено в Северную Америку не позднее 1860-х годов, там является наиболее распространённым видом рода. Также завезён в Южную Америку и Австралию.

## Классификация
Первое действительное описание (диагноз) Spergularia rubra (под названием Arenaria rubra) было опубликовано в книге Species plantarum (1753) Карла Линнея: Arenaria foliis filiformibus, stipulis membranaceis vaginantibus — «песчанка с нитевидными листьями, с плёнчатыми прилистниками, образующими влагалище». Описан вид «с песчаных холмов Европы».
При выделении вида в род Spergularia в 1819 году Ян и Карел Пресли дали ему следующее описание: S[pergularia] rubra, T[orenka] červená, fol[iis] linearibus mucronulatis internodiis brevioribus, stipul[is] scariosis vaginantibus, caps[ulis] ovatis calyce aequalibus, seminib[us] compressis angulatis scabriusculis — «Spergularia rubra, Торичник красный, с линейными короткозаострёнными листьями, с короткими междоузлиями, с плёнчатыми прилистниками, образующими влагалище, с яйцевидной коробочкой, равной по длине чашечке с сплюснутыми угловатыми мелкочешуйчатыми семенами».

### Таксономия
Spergularia rubra J.Presl & C.Presl, 1819, Fl. Cech. : 94
Вид Торичник красный относится к роду Торичник (Spergularia) семейства Гвоздичные (Caryophyllaceae) порядка Гвоздичноцветные (Caryophyllales). Кладограмма в соответствии с Системой APG IV по состоянию на декабрь 2023 года:
|  |                                      |  |                                   |                                   |                      |  | ещё 40 семейств | ещё 40 семейств |                  |  |  |  | еще 49 подтвержденных видов и 111 видов, ожидающих подтверждения |
|  |                                      |  |                                   |                                   |                      |  | ещё 40 семейств | ещё 40 семейств |                  |  |  |  | еще 49 подтвержденных видов и 111 видов, ожидающих подтверждения |
|  |                                      |  |                                   | порядок Гвоздичноцветные          |                      |  |                 |                 | род Торичник     |  |  |  |                                                                  |
|  |                                      |  |                                   | порядок Гвоздичноцветные          |                      |  |                 |                 | род Торичник     |  |  |  |                                                                  |
|  | отдел Цветковые, или Покрытосеменные |  |                                   |                                   | семейство Гвоздичные |  |                 |                 | Торичник красный |  |  |  |                                                                  |
|  | отдел Цветковые, или Покрытосеменные |  |                                   |                                   | семейство Гвоздичные |  |                 |                 |                  |  |  |  |                                                                  |
|  |                                      |  | ещё 63 порядка цветковых растений | ещё 63 порядка цветковых растений |                      |  |                 | еще 97 родов    | еще 97 родов     |  |  |  |                                                                  |
|  |                                      |  |                                   | ещё 63 порядка цветковых растений |                      |  |                 |                 | еще 97 родов     |  |  |  |                                                                  |

### Синонимы
- Alsine alpina Willk.
- Alsine radicans Guss.
- Alsine rubra (L.) Crantz
- Arenaria campestris All.
- Arenaria campestris L.
- Arenaria membranacea Gaterau
- Arenaria radicans Spreng.
- Arenaria rubra L.basionym
- Arenaria rubra var. campestris L.
- Arenaria rubra var. canadensis Eaton
- Corion rubrum (L.) N.E.Br.
- Fasciculus ruber Dulac
- Lepigonum radicans Kindb.
- Lepigonum rubrum Wahlb.
- Melargyra rubra Raf.
- Spergula radicans D.Dietr.
- Spergularia campestris Asch.
- Spergularia radicans C.Presl
- Stipularia rubra (L.) Haw.
- Tissa rubra (L.) Britton